# Johan Axel Santesson
Johan Axel Santesson, egentligen Alexandersson, född 6 november 1868 i Horns församling, Östergötlands län, död där 10 oktober 1934, var en svensk spelman.

## Biografi
Santesson föddes 6 november 1868 på Nyborg i Horns socken. Han var son till Alexander Svensson och Carolina Carlsdotter. Han började spela fiol vid 23 års ålder och hade innan dess spelat klaver.

## Upptecknade låtar
- Polska i G-dur efter Broman i Horns socken.[4]
- Polska i G-dur efter Kalle i Grönhult.[4]
- Polska i G-dur efter Kalle i Grönhult.[4]
- Polska i G-dur efter Kalle i Grönhult.[4]
- Polska i G-dur efter Kalle i Grönhult.[4]
- Polska i G-dur efter Kalle i Grönhult, Jonas Persson i Hallingshult, August och Dyk.[4]
- Polska i G-dur.[4]
- Polska i D-dur efter Johan Horn i Udda, Hycklinge socken.[4]
- Vals i G-dur.[4]
- Vals i G-dur efter Anders i Mossebo, Locknevi socken.
- Mazurka-polska i A-dur efter Victor Hansson i Höghult.